# ペンスキー・PC26

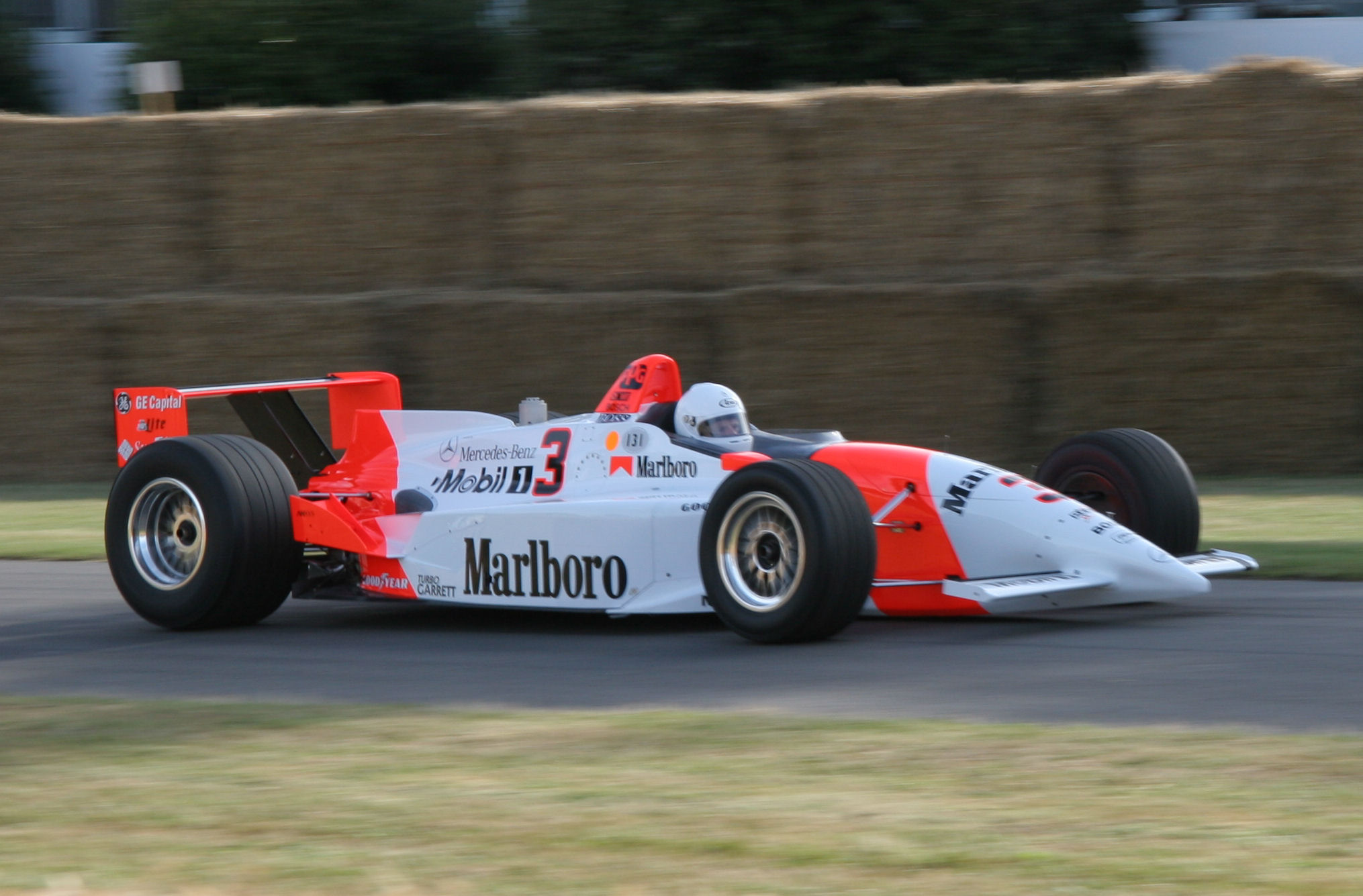
ペンスキー・PC26（2006年グッドウッド・フェスティバル・オブ・スピードにて）

ペンスキー・PC26（Penske PC-26）は、ペンスキーがCART用に開発・設計されたオープンホイールレースカーである。設計者はナイジェル・ベネット。1997年のCARTシーズンで使用された。前年型のPC25の発展改良型であるPC26は、PC25の不安定な性質に対処するために設計された。
5台のシャシーが製造され、アル・アンサーJr.とポール・トレーシーがドライブ。エンジンはイルモア製の850 hp (630 kW) 発生するメルセデス・ベンツ IC108Dを搭載し、ペンスキー製のハウジングに収められたエクストラックギアボックスを介して駆動された。前年のマシンから空力面で変更された点では、サイドポッドのインレットの改良と、より長くシャープなノーズが挙げられた。デルコ製のGen Vエレクトロニクス・パッケージは1996年から引き継がれ、ペンスキー独自のシステムとして採用された。
PC26は強力なショートオーバルマシンであることを証明し、ポール・トレーシーがリオ、ナザレス、ゲートウェイで3勝を挙げた。ゲートウェイでの勝利はチームにとって99勝目であり、ペンスキー製シャシーによる最後の勝利となった。チーム・ペンスキーが100勝目を達成するまでには3年を要した。シーズン後半はトレーシーの目の不調やペース不足など、様々な問題に見舞われた。

## 戦績
| 年     | チーム                         | エンジン                      | タイヤ | ドライバー         | No. | 1   | 2   | 3   | 4   | 5   | 6   | 7   | 8   | 9   | 10  | 11  | 12  | 13  | 14  | 15  | 16  | 17  | ポイント | D.C. |
| ------ | ------------------------------ | ----------------------------- | ------ | ------------------ | --- | --- | --- | --- | --- | --- | --- | --- | --- | --- | --- | --- | --- | --- | --- | --- | --- | --- | -------- | ---- |
| 1997年 | マールボロ・チーム・ペンスキー | メルセデス・ベンツ IC108D V8t | G      |                    |     | MIA | SUR | LBH | NAZ | RIO | GAT | MIL | DET | POR | CLE | TOR | MIC | MDO | ROA | VAN | LAG | FON |          |      |
| 1997年 | マールボロ・チーム・ペンスキー | メルセデス・ベンツ IC108D V8t | G      | アル・アンサーJr.  | 2   | 27  | 27  | 4   | 3   | 7   | 18  | 20  | 8   | 25  | 4   | 20  | 20  | 22  | 7   | 5   | 11  | 22  | 67       | 13位 |
| 1997年 | マールボロ・チーム・ペンスキー | メルセデス・ベンツ IC108D V8t | G      | ポール・トレーシー | 3   | 2   | 19* | 7   | 1*  | 1   | 1   | 6   | Wth | 7   | 7   | 10  | 4   | 27  | 28  | 28  | 26  | 26  | 121      | 5位  |

- 太字はポールポジション、斜字はファステストラップ。(key)